# Chrysotus costalis
Chrysotus costalis är en tvåvingeart som beskrevs av Friedrich Hermann Loew 1861. Chrysotus costalis ingår i släktet Chrysotus och familjen styltflugor. Inga underarter finns listade i Catalogue of Life.